# 錐牙副獅子魚
錐牙副獅子鱼，为輻鰭魚綱鮋形目杜父魚亞目狮子鱼科的其中一種。分布於西北太平洋的鄂霍次克海南部海域，屬底棲性魚類，棲息在水深183至200公尺的海域，體長可達8.7公分，生活習性不明。